# 1-甲基-4-(2-肼基乙基)哌嗪
1-甲基-4-(2-肼基乙基)哌嗪是一种有机化合物，化学式为C7H18N4。它可以从塞卡替尼合成过程中Mitsunobu反应的副产物[2-(4-甲基哌嗪基)乙基]肼-1,2-二甲酸二叔丁酯的水解反应制得。它和2,4-二氯-N-(2,6-二氯苯基)-5-嘧啶甲酰胺反应，可以得到2-氯-N-(2,6-二氯苯基)-4-{1-[2-(4-甲基哌嗪基)乙基]肼基]5-嘧啶甲酰胺。